# .lv
.lvは国別コードトップレベルドメイン（ccTLD）の一つで、ラトビアに割り当てられている。
登録は、第二レベルに直接行うことができ、推奨されているが、次のような第二レベルドメインの下の第三レベルにも行うことができる。
- .com.lv - 商業機関
- .edu.lv - 教育機関
- .gov.lv - 政府機関、準政府機関
- .org.lv -  提携組織
- .mil.lv - ラトビア防衛軍
- .id.lv - 個人
- .net.lv - ネットワークサービスプロバイダ
- .asn.lv - 団体
- .conf.lv - 会議、展覧会

登録は外国人でも可能であるが、紛争解決方針によると、一般的に国民の方に優先権があるとされている。他国からの登録はそれほど多くないが、lvと略すラスベガスや、loveという意味で“my.lv”、“we.lv”、“true.lv”等、いくらかの登録がある。
国際化ドメイン名の登録も可能である。